# Heinz Dopsch

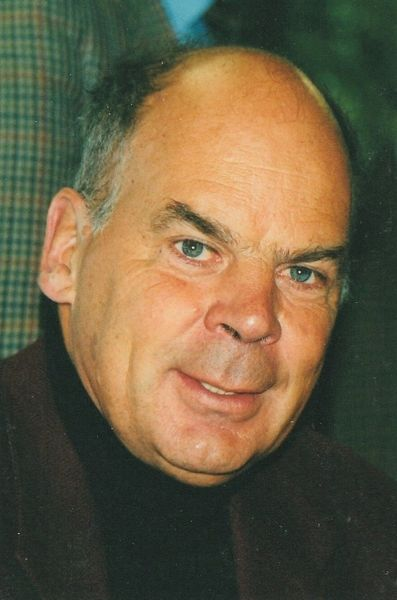
Heinz Dopsch, aufgenommen von Werner Maleczek im Jahr 2003.

Heinz Dopsch (* 1. November 1942 in Wien; † 31. Juli 2014 in Dellach, Gemeinde Maria Wörth am Wörthersee) war ein österreichischer Historiker. Er lehrte von 1984 bis 2011 an der Universität Salzburg als Professor für Vergleichende Landesgeschichte.

## Leben und Wirken
Heinz Dopsch war väterlicherseits der Enkel des Historikers Alfons Dopsch und über dessen Frau der Urenkel des Historikers Julius von Ficker. Nach der Matura 1960 leistete Dopsch als Einjährig-Freiwilliger seinen Präsenzdienst ab. Ab 1961 studierte er die Fächer Geschichte und Klassische Philologie. Bei Karl Lechner wurde er im Januar 1969 promoviert mit dem Thema Landherren, Herrenbesitz und Herrenstand in der Steiermark 1100–1400. 1968/69 war er Mitarbeiter bei Friedrich Hausmann für die Neubearbeitung des Steirischen Urkundenbuches. Von 1969 bis 1980 war Dopsch Assistent bei Hans Wagner am Lehrstuhl für Österreichische Geschichte an der Universität Salzburg. Dort erfolgte 1977 die Habilitation für Mittelalterliche Geschichte und Vergleichende Landesgeschichte mit der Arbeit Das Erzstift Salzburg im Mittelalter. 1980 wurde Dopsch außerordentlicher Professor und 1984 auf den neu geschaffenen Lehrstuhl für Vergleichende Landesgeschichte an der Universität Salzburg berufen. 1997 lehnte er einen Ruf auf den Lehrstuhl für Bayerische Geschichte des Mittelalters und Vergleichende Landesgeschichte an die Universität München ab. Von 1991 bis 1993 war er Dekan der Geisteswissenschaftlichen Fakultät an der Universität Salzburg. Von 1999 bis 2003 war er Sprecher der Professorenkurie im Senat. Im Oktober 2011 wurde er emeritiert.
Dopsch legte mehr als 200 Veröffentlichungen vor. Er veröffentlichte teilweise mit anderen Autoren Stadt- und Ortsgeschichten. Von besonderer Bedeutung sind vor allem die Geschichte Salzburgs – Stadt und Land, die Dopsch gemeinsam mit Hans Spatzenegger von 1981 bis 1991 in acht Teilbänden herausgab und Hans Widmanns Landesgeschichte Salzburgs als Standardwerk ablöste, und Die Geschichte der Stadt Salzburg, die er gemeinsam mit Robert Hoffmann 1996 veröffentlichte. Eine knappe Zusammenfassung erschien von ihm 2009 mit die Kleine Geschichte Salzburgs. Dopsch war Mitherausgeber einer dreibändigen Darstellung zur Geschichte von Berchtesgaden. Über den Gelehrten Paracelsus organisierte er zwei Kongresse und gab zwei Sammelbände heraus. Weitere internationale Symposien und Kongresse organisierte und leitete er zu „Salzburg in der europäischen Geschichte“ (1977), „Virgil“ (1984), „Method“ (1985), „1200 Jahre Erzbistum Salzburg“ (1998) und „Das Tauerngold im europäischen Vergleich“ (2000). Außerdem gab er die Festschrift für Kurt Reindel zum 75. Geburtstag über die Beziehungen zwischen Bayern und Italien vom 8. bis zum 15. Jahrhundert heraus. Dopsch erforschte den Aufbau des Salzburger Bistums und der Karantanenmission im 8. und 9. Jahrhundert. Im Jahr 1991 veröffentlichte er dazu eine eingehende Untersuchung.
Dopsch wurden für seine Forschungen zahlreiche Auszeichnungen und Mitgliedschaften zugesprochen. Dopsch war ab 1988 außerordentliches Mitglied der Kommission für Bayerische Landesgeschichte bei der Bayerischen Akademie der Wissenschaften und ab 1994 korrespondierendes Mitglied der Österreichischen Akademie der Wissenschaften. Eine Festschrift wurde ihm zum 58. Geburtstag gewidmet. Dopsch erhielt das Goldene Verdienstzeichen des Landes Salzburg, den Ehrenring der Stadt Salzburg, den Paracelsusring der Stadt Salzburg (2011) und den Ehrenbecher des Landes Salzburg.
Dopsch war ab 1969 verheiratet. Aus der Ehe gingen zwei Töchter und ein Sohn hervor.

## Schriften (Auswahl)
Werkverzeichnis von Heinz Dopsch 1968–2000: Gerhard Ammerer, Christian Rohr, Alfred Stefan Weiß (Hrsg.): Tradition und Wandel. Beiträge zur Kirchen-, Gesellschafts- und Kulturgeschichte. Festschrift für Heinz Dopsch. Verlag für Geschichte und Politik, München u. a. 2001, S. 489–506.
Monografien
- Kleine Geschichte Salzburgs. Stadt und Land. 3., erweiterte und aktualisierte Auflage. Pustet, Salzburg 2014, ISBN 978-3-7025-0738-1.
- mit Karl Brunner und Maximilian Weltin: 1122–1278. Die Länder und das Reich. Der Ostalpenraum im Hochmittelalter (= Österreichische Geschichte. Band 3). Ueberreuter, Wien 1999, ISBN 3-8000-3525-1.
- mit Robert Hoffmann: Geschichte der Stadt Salzburg. Pustet, Salzburg 1996, ISBN 3-7025-0340-4.

Herausgeberschaften
- Bayern und Italien. Politik, Kultur, Kommunikation (8.–15. Jahrhundert). Festschrift für Kurt Reindel zum 75. Geburtstag (= Zeitschrift für bayerische Landesgeschichte. Band 18). Beck, München 2001, ISBN 3-406-10818-0.
- Paracelsus und Salzburg. Vorträge bei den internationalen Kongressen in Salzburg und Badgastein anläßlich des Paracelsus-Jahres 1993 (= Mitteilungen der Gesellschaft für Salzburger Landeskunde. Band 14). Gesellschaft für Salzburger Landeskunde, Salzburg 1994.
- Vom Stadtrecht zur Bürgerbeteiligung (= Jahresschrift. Salzburger Museum Carolino Augusteum. Band 33). Salzburger Museum Carolino Augusteum, Salzburg 1987.